# Yu-Gi-Oh! Nightmare Troubadour
Yu-Gi-Oh! Nightmare Troubadour est un jeu vidéo sorti en 2005 sur Nintendo DS.

## Trame

### Histoire
Il y a 6 parties dans l'histoire :
1. Coupe des Débutants
2. Finale de la Coupe des Débutants
3. Coupe des Experts
4. Bataille contre Noah
5. Finale de la Coupe des Experts
6. Rare Hunter